# Kliment Ohridski (metropolitana di Sofia)
Kliment Ohridski è una stazione delle linee M1 e M4 della metropolitana di Sofia. È un'importante stazione di scambio e permette l'accesso a quella di Orlov Most della linea M3.

## Storia
La stazione fu inaugurata il 7 settembre 2009 e si trova vicino Central Park e di fronte l'Università di Sofia. Si trova tra Zar liberatore e Vasil Levski Blvd. Il 26 agosto 2020 è stato attivata la connessione con la fermata della M3 Orlov Most.
La lunghezza della piattaforma è come in tutte le stazioni di 102 m.

## Interscambi
Nelle vicinanze della stazione effettuano fermata alcune linee urbane di superficie automobilistiche.
- Fermata filobus linee 1, 2, 4 e 11
- Fermata autobus linee 9, 72, 75, 76, 84, 204, 280, 284, 306 e 604